# Inari (ves)
Inari je vesnice ve stejnojmenné obci ve finském Laponsku. V roce 2005 byl počet obyvatel vesnice 459. Centrem obce se Inari stalo roku 1876. Ačkoli dala vesnice obci jméno, na území obce se nachází mnohem větší vesnice Ivalo s téměř 4 000 obyvateli a letištěm.